# Ânderson Polga
Ânderson Corrêa Polga (Santiago, 9 februari 1979) is een Braziliaans betaald voetballer, die als centrale verdediger speelde.
Hij kwam uit voor Grêmio, Sporting Lissabon en Corinthians. Ânderson Polga won met Brazilië de wereldtitel in 2002.
1 Marcos ·
2 Cafú  ·
3 Lúcio ·
4 Roque Júnior ·
5 Edmílson ·
6 Roberto Carlos ·
7 Ricardinho ·
8 Gilberto Silva ·
9 Ronaldo ·
10 Rivaldo ·
11 Ronaldinho ·
12 Dida ·
13 Belletti ·
14 Ânderson Polga ·
15 Kléberson ·
16 Júnior ·
17 Denílson ·
18 Vampeta ·
19 Juninho Paulista ·
20 Edílson ·
21 Luizão ·
22 Rogério Ceni ·
23 Kaká ·
Coach: Scolari